# ウラジーミル・ドバリシビリ
ウラジーミル・ドバリシビリ（英語: Vladimir "Lado" Dvalishvili、グルジア語: ვლადიმერ დვალიშვილი、1986年4月20日 - ）は、グルジア  (現国名ジョージア)出身の元サッカー選手で、元同国代表。現役時代のポジションはFW。「ヴラディミル・ドヴァリシュヴィリ」とも表記される。

## 経歴
2004年にジョージアのディナモ・トビリシでプロキャリアをスタートさせた。2006年6月にオリンピ・ルスタビへ移籍した。2008年よりラトビアのスコントへ移籍しリーグ優勝に貢献した。
2009年7月7日、マッカビ・ハイファへ2年契約で移籍した。2009年7月15日に行われたUEFAチャンピオンズリーグ予選2回戦でデビューし、グレントラン戦で2ゴールを挙げる活躍をした。次のラウンドでアクトベ戦でも2ゴールを挙げ、勝利に貢献した。

## 代表歴
2009年6月6日にジョージア代表デビューを果たした。2009年6月10日のアルバニア戦でゴールを決めた。

## タイトル

### クラブ
ディナモ・トビリシ
- ジョージア・リーグ : 1 （2004-05）

マッカビ・ハイファ
- イスラエル・プレミアリーグ : 1 （2010-11）

レギア・ワルシャワ
- エクストラクラサ : 2 （2012-13, 2013-14）
- ポーランド・カップ : 1 （2012-13）